# Dominikanischer Bernstein

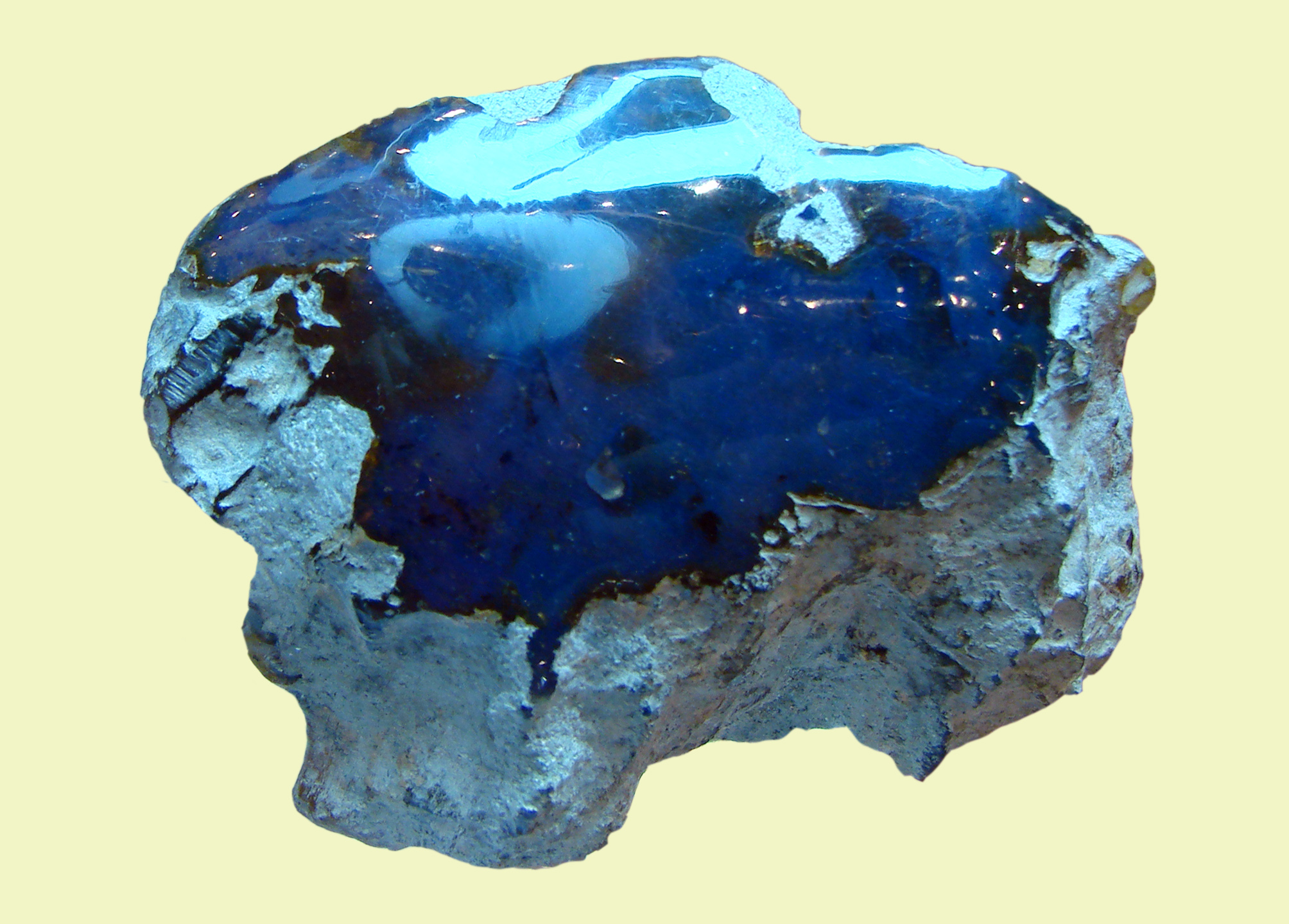
Blauer Bernstein

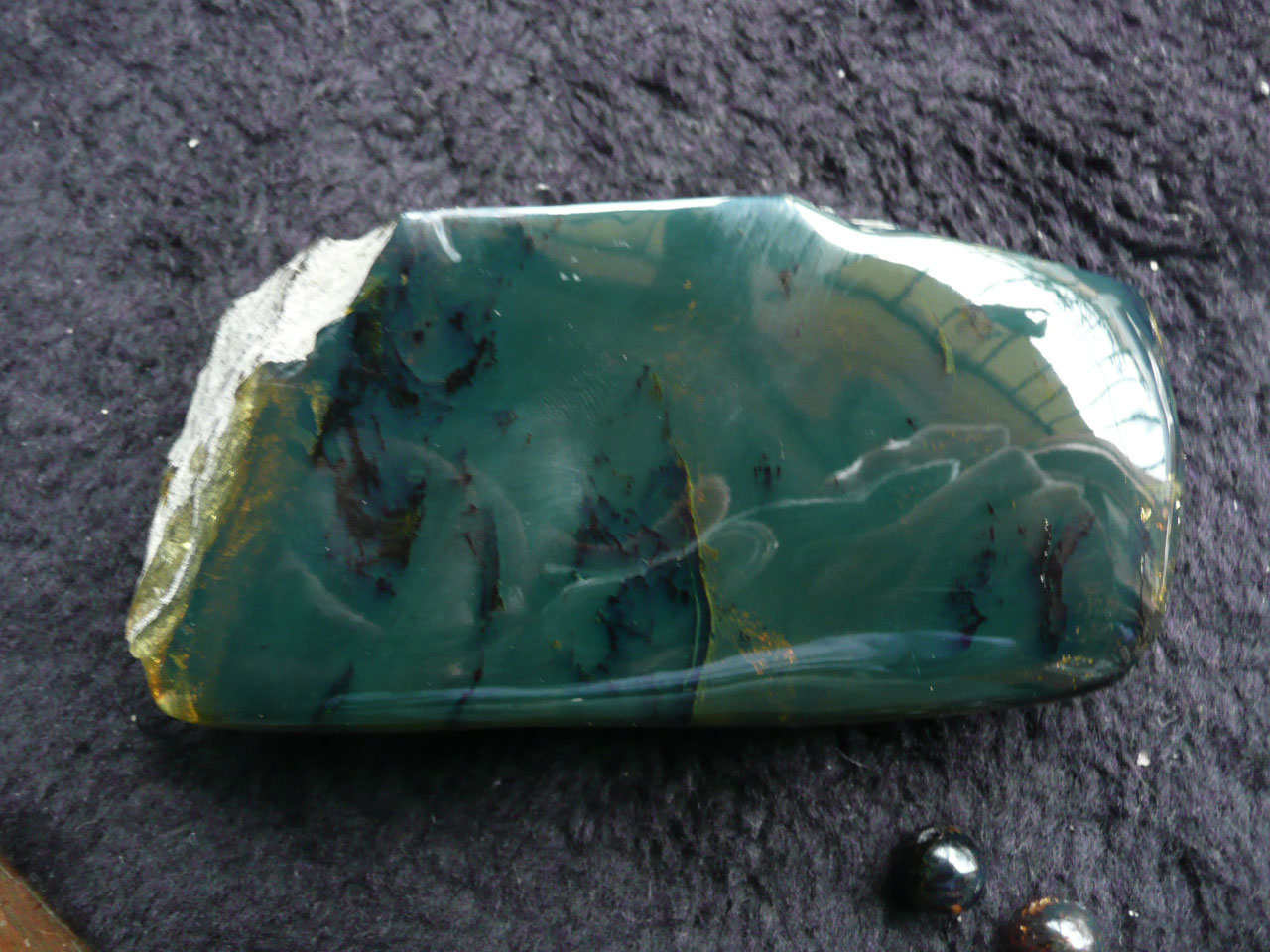
Blau-grün fluoreszierender Bernstein aus der Dominikanischen Republik

Dominikanischer Bernstein wird auf der Insel Hispaniola, nahezu ausschließlich im Hoheitsgebiet der Dominikanischen Republik gefunden. Unter den Bernsteinvorkommen der Welt hat der Dominikanische Bernstein hinsichtlich seines Reichtums an fossilen Einschlüssen nach dem Baltischen Bernstein die größte Bedeutung. Im Jahre 1987 wurde von der Regierung in Santo Domingo verfügt, dass Bernsteinfossilien nur mit ausdrücklicher Genehmigung des Nationalmuseums für Naturgeschichte außer Landes gebracht werden dürfen, was jedoch nicht so ernst genommen wird. Gleichwohl ist die Sammlung des Staatlichen Museums für Naturkunde (Löwentormuseum) in Stuttgart die wohl bedeutendste wissenschaftliche Sammlung Dominikanischen Bernsteins mit organischen Einschlüssen weltweit.
Ferner beruht die Popularität des Dominikanischen Bernsteins auf der großen Zahl klarer Stücke, die sich vorzüglich für die Schmuckherstellung eignen, und seiner Farbenvielfalt, darunter auch der seltene „Blaue Bernstein“, dessen „Farbe“ auf fluoreszierende Moleküle zurückzuführen ist. Eine von mehreren angebotenen Erklärungen für die Entstehung dieser Farbvariante ist eine nachträgliche Erwärmung des fossilen Harzes infolge vulkanischer Aktivität. Eine andere Erklärung ist, dass ausgebreitete Waldbrände zu dieser Veränderung geführt haben mögen. Der blau fluoreszierende Dominikanische Bernstein hat nichts mit dem blauen Pektolith zu tun, der in der Gegend von Barahona gefunden wird und unter dem Namen Larimar als Schmuckstein verkauft wird.
Der Bernstein wird vorwiegend in Gruben und Stollen zumeist in Handarbeit abgebaut. Sehr geringe Mengen gehen bis in die heutige Zeit auf Strandfunde, insbesondere an dem als Costambar (Bernsteinküste) bezeichneten Küstenabschnitt nahe Puerto Plata zurück. Mitunter werden sehr große Einzelstücke mit einem Gewicht von mehreren Kilogramm gefunden.

## Lagerstätten und Alter
Der Bernstein in den Gebieten Cordillera Oriental und Cordillera Septentrional auf Hispaniola lagert in tertiärem Sandstein. Aufgrund von Bohrungen wird vermutet, dass dort noch beträchtliche Mengen Bernstein liegen. Die Cordillera Septentrional sind ganz überwiegend von sedimentärem Gestein tertiären Alters bedeckt. Die meisten Bernsteinminen in dieser Gebirgsregion treten in der La-Toca-Formation auf (Poinar verwendet die Bezeichnung „Altamira-Fazies der El Mamey-Formation“). Bei dieser Formation handelt es sich um einen mit Konglomeraten gerundeter Kieselsteine durchsetzten Schiefer-Sandstein. Häufig treten organisches Material und ausgedehnte Kohlegänge auf, wobei der Bernstein in lignitischem Sandstein bzw. den Lignitgängen liegt. Auf der Grundlage von Coccolithen wurde das Alter des Schiefers und Sandsteins von El Mamey mit 40 Mio. Jahren (Eozän) bestimmt. Iturraldo-Vinent weist darauf hin, dass sämtliche Bernsteinminen in der Dominikanischen Republik in der auf ca. 15 bis 20 Millionen Jahre (Miozän) datierten La-Toca-Formation und der etwa gleichaltrigen Yanigua-Formation angelegt sind. Nach (nicht unumstrittener) Auffassung mancher Autoren wurde der auf miozäner Lagerstätte gefundene Bernstein teilweise umgelagert. Paläoentomologische Untersuchungen zeigen, dass Dominikanischer Bernstein wohl auf jeden Fall jünger als Baltischer Bernstein ist. Kleine, in Kohlelagerstätten miozänen Alters gefundene Bernsteinmengen auf der benachbarten Insel Puerto Rico  sind wahrscheinlich gleicher Genese wie Dominikanischer Bernstein. Hingegen wurde auf Jamaika gefundener Bernstein auf das Maastrichtium/Paläozän datiert.

## Harzproduzent

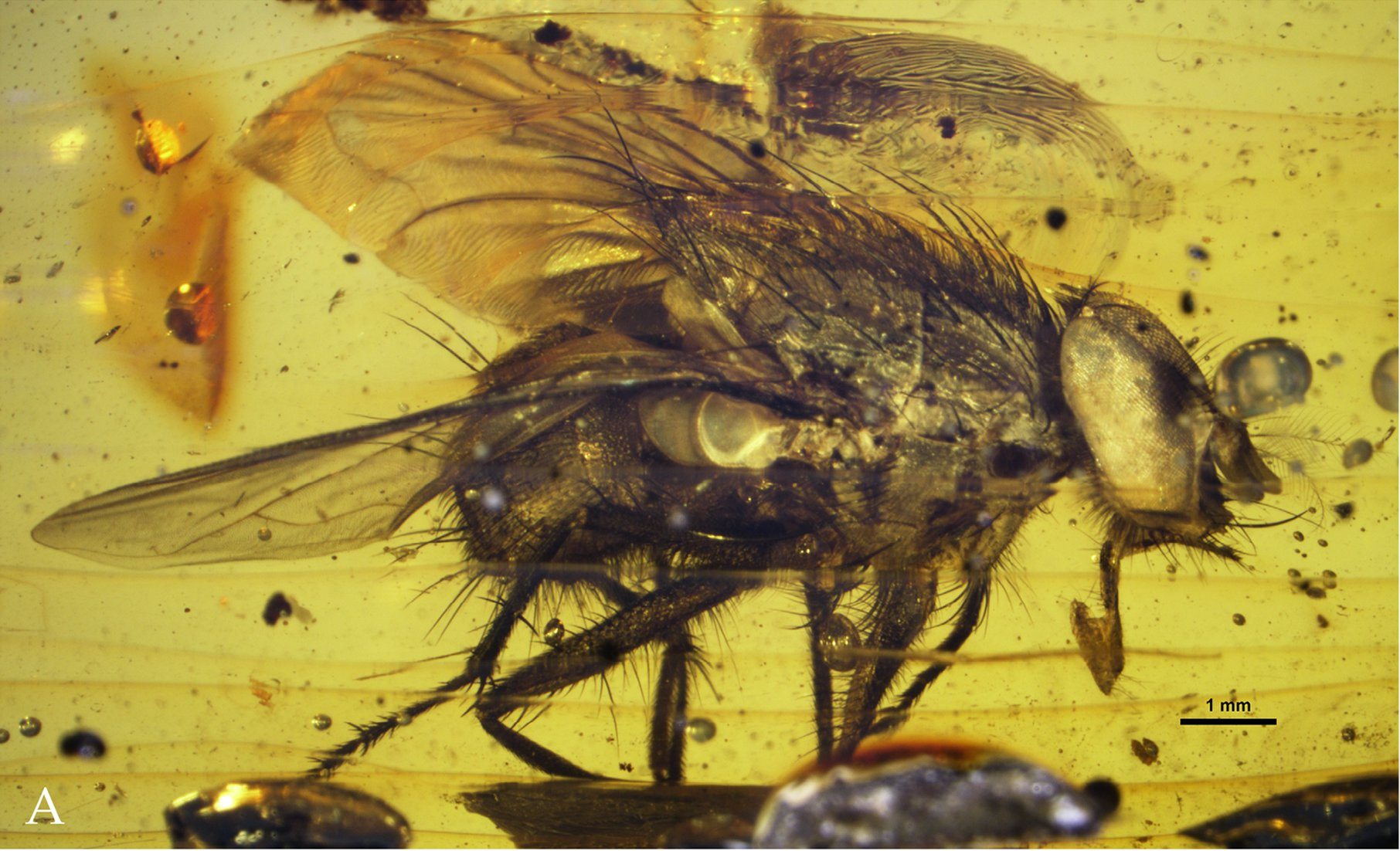
Mesembrinella caenozoica, eine Verwandte der Schmeiß-, Fleisch- und Dasselfliegen (Überfamilie Oestroidea) in Dominikanischem Bernstein

Ausgehend von den pflanzlichen Funden im Bernstein wird angenommen, dass das Harz, aus dem der Dominikanische Bernstein entstand, von dem Baum Hymenaea protera erzeugt wurde. Diese fossile Art der Hülsenfrüchtler ähnelt am ehesten dem rezenten Baum Hymenaea verrucosa, der in Ostafrika und den vorgelagerten Inseln vorkommt. Eine verwandte Art (Hymenaea courbaril) kommt heute noch in der Dominikanischen Republik vor, der lokale Name ist algarrobo. Untersuchungen mittels Infrarot-Spektroskopie, Kernspinresonanzspektroskopie (NMR) und Massenspektrometrie haben die Ähnlichkeit des Dominikanischen Bernsteins mit dem Harz rezenter Hymenaea-Arten, insbesondere von Hymenaea verrucosa bestätigt.

## Geschichte
Historische Berichte über Bernstein in der Dominikanischen Republik lassen sich bis zu den Tagebüchern von Christoph Kolumbus zurückverfolgen. Immer wieder tauchen auch Berichte über Indianerschmuck auf, der aus Bernstein gefertigt ist. Erste Hinweise über organische Einschlüsse im Dominikanischen Bernstein stammen aus dem Jahre 1939. In den 1930er-Jahren hat sich auch ein Unternehmen aus den USA an der Förderung des Dominikanischen Bernsteins versucht, stellte aber seine Aktivitäten ein, als der Stollen nach einem Wassereinbruch einstürzte. Auf den deutschen Markt kam Dominikanischer Bernstein erst in den 1970er Jahren.

## Bernsteinförderung auf Hispaniola

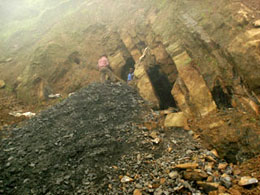
Bernsteinmine in der Dominikanischen Republik

Die Bernstein führenden Formationen erstrecken sich zwar über beide Staaten (Dominikanische Republik und Haiti) der Karibikinsel. Eine systematische Förderung des Bernsteins ist allerdings nur aus der Dominikanischen Republik bekannt. Obwohl die Vorkommen in Haiti vermutlich ebenfalls nicht unbeträchtlich sind, liegen hierüber nur wenige Informationen vor. Sicher ist, dass im Zentralplateau von Haiti Bernstein in einer Lignit-Lagerstätte gefunden worden ist.
Die bergbauliche Förderung in der Dominikanischen Republik erstreckt sich auf das Gebiet um Puerto Plata und Santiago (Cordillera Septentrional) und – weiter östlich – bei Bayaguana in den Cordillera Oriental. In der Umgebung von La Toca (nordöstlich von Santiago) wird der Bernstein sowohl aus offenen Gruben als auch aus in den Hang getriebenen, flach geneigten schmalen Stollen mit einer Tiefe von bis zu knapp 100 Metern gewonnen, indem er aus dem Muttergestein herausgeschlagen wird. Solche Stollen sind zumeist binnen drei Jahren ausgebeutet. Die Gruben und Stollen werden unorganisiert angelegt, sind unzureichend gesichert und laufen, vor allem in der Regenzeit, oft voll Wasser. In ähnlicher Weise erfolgt die Gewinnung des Bernsteins in fast allen anderen Abbaugebieten im Bergland der Dominikanischen Republik. Als besonders ergiebig gelten die Gruben in der Gegend von Palo Alto (nördlich von Santiago). In den Cordillera Oriental wird das begehrte Material auch im Duckelbergbau gewonnen. Solche Schächte sind zumeist in wenigen Wochen ausgebeutet. Zuverlässige Informationen über die Anzahl aktiv betriebener Gruben, Stollen- und Schachtanlagen liegen nicht vor. Schätzungen zufolge sind aber rund 3000 Arbeiter in der Bernsteinförderung tätig, viele davon nur saisonal. Da in einer Anlage meist deutlich weniger als zehn Personen beschäftigt sind, dürfte die Zahl der aktiven „Bergwerke“ in die Hunderte gehen, die der aufgelassenen wohl in die Tausende.

## Wirtschaftliche Bedeutung für das Land
Neben den mehr oder minder regelmäßig Beschäftigten in den „Bergwerken“ (ca. 3000) sind zwischen 500 und 1000 Handwerker mit der Bearbeitung des Rohmaterials beschäftigt. Die Zahl der im Verkauf regelmäßig beschäftigten Personen geht weit über 1000 hinaus. Die Gesamtförderung eines Jahres unterliegt großen Schwankungen, geht aber nicht über fünf Tonnen hinaus. Wenngleich diese Menge nur rund 1 % der Fördermenge des Baltischen Bernsteins ausmacht, ist der Dominikanische Bernstein aus kommerzieller Sicht der weltweit wichtigste nach dem Baltischen Bernstein.